# Sangro
Sangro är den italienska regionen Abruzzos näst längsta flod (bara Aterno-Pescara är längre)
. På latin hette floden Sagrus och floden Sagros dalgång var den samnitiska folkstammen caracenernas kärnområde.
Floden börjar vid berget Monte Morrone del Diavolo som ligger i nationalparken Parco Nazionale d'Abruzzo, kommunen Pescasseroli (provinsen L'Aquila i regionen Abruzzo). På sin väg mot Adriatiska havet rinner den genom Opi, Villetta Barrea där den bildar en sjö. Floden rinner vidare förbi Alfedena, Castel di Sangro, Ateleta och Quadri varefter den formar sjön Bomba. Floden Aventino förenar sig sedan med Sangro. Floden flyter ut i Adriatiska havet vid orten Torino du Sangro Marina i kommunen Torino di Sangro.